# ユリアン・コルプ
ユリアン・コルプ（Julian Korb 、1992年3月21日 - ）は、ドイツ・エッセン出身のプロサッカー選手。ポジションはディフェンダー、ミッドフィールダー。右のサイドバックが本職で、守備的MFや右サイドの中盤、センターバックもこなす。

## クラブ経歴
2004年、12歳でMSVデュースブルクの下部組織に入団。2006年、14歳でドイツ・ブンデスリーガ1部・ボルシア・メンヒェングラートバッハのアカデミーに移籍した。2010年1月に同クラブのアカデミーを卒業してセカンドチームに昇格し、2013年9月までに公式戦94試合に出場して経験を積んだ。
2012年5月5日の1.FSVマインツ05戦でドイツ・ブンデスリーガ1部デビューを果たし、同年12月6日にはUEFAヨーロッパリーグでもデビューした（フェネルバフチェSK戦）。23歳でUEFAチャンピオンズリーグデビューも果たしている。リュシアン・ファーヴル（現ボルシア・ドルトムント）監督のもとでは不動の右サイドバックとしてプレーしたが、アンドレ・シューベルト監督のもとでは右サイドバックのみではなくチーム状況によってはセンターバックや中盤でプレーするなど、ポリバレントな実力を証明した。
2017年夏から所属しているハノーファー96では、原口元気や浅野拓磨など日本代表選手の同僚である。
2021年6月10日、ホルシュタイン・キールと2年契約を結んだ。

## 代表歴
U15からU21まですべての世代別ドイツ代表に選出された。